# Eduardo Antunes Coimbra
Eduardo Antunes Coimbra, conhecido como Edu, (Rio de Janeiro, 5 de fevereiro de 1947) é um ex-futebolista brasileiro que atuava como centroavante. É o irmão mais velho de Zico.

## Biografia
Edu é um dos maiores ídolos da história do America Football Club, sendo o segundo maior artilheiro da história deste clube carioca com 267 gols marcados entre 1966 e 1974 e sempre lembrado pelo futebol refinado, de dribles curtos, passes e lançamentos precisos, sempre voltados para o ataque.
Pelo America, Edu jogou em suas divisões de base, e campeão carioca de aspirantes; no profissional, foi artilheiro do Torneio Roberto Gomes Pedrosa de 1969 e campeão da Taça Guanabara de 1974, e sempre declarou publicamente seu amor por este clube. Seus irmãos mais velhos, Antunes e Nando também jogaram pelo America.
Pela Seleção Brasileira, Edu jogou três partidas, tendo conquistado a Copa Rio Branco em 1967. Não teve maior destaque na Seleção, provavelmente, pois disputava posição com ninguém menos que o Rei Pelé, entre outros camisas 10, como Roberto Rivellino, Paulo César Lima, Ademir da Guia, Dirceu Lopes, numa época de ouro para o futebol brasileiro, dada a qualidade de seus jogadores.
Edu, que é irmão de Zico, foi ainda ídolo das torcidas do Vasco (1975), do Bahia (campeão baiano em 1975), do Flamengo (1976), do Colorado (um dos clubes que vieram originar o atual Paraná Clube em 1976, 1977 e 1978, tendo sido artilheiro dos campeonatos paranaenses de 1976 e 1978), do Joinville (1978), do Brasília (1979) e do Campo Grande em 1980 e 1981, onde encerrou a carreira marcada pela qualidade de seu jogo e por sua lealdade no confronto com seus companheiros de profissão.
Após encerrar sua carreira como jogador, Edu tornou-se treinador de futebol no Brasil e Portugal. No mesmo America, se sagrou campeão da Taça Rio, em 1982, e bons resultados, mas o ponto alto de sua carreira foi o vice-campeonato brasileiro de 1984 pelo Vasco da Gama e no mesmo ano foi técnico da Seleção Brasileira, por apenas três partidas amistosas.
Mais recentemente, retornou como dirigente de futebol no America, sendo o coordenador técnico no título da segunda divisão do carioca em 2015, e em 2023, diretor de futebol do clube.

### Jogos da Seleção Brasileira principal sob sua direção
| Nº | Data       | Competição | Local          |        | Placar |            |
| -- | ---------- | ---------- | -------------- | ------ | ------ | ---------- |
| 1  | 10/06/1984 | Amistoso   | Rio de Janeiro | Brasil | 0-2    | Inglaterra |
| 2  | 17/06/1984 | Amistoso   | São Paulo      | Brasil | 0-0    | Argentina  |
| 3  | 21/06/1984 | Amistoso   | Curitiba       | Brasil | 1-0    | Uruguai    |

### Como jogador
America-RJ
- Taça Guanabara: 1974

Bahia
- Campeonato Baiano: 1975

Joinville-SC
- Campeonato Catarinense: 1978

Seleção Brasileira
- Copa Rio Branco: 1967

#### Outras conquistas
America-RJ
- Internacional Negrão de Lima: 1967
- Torneio Quadrangular Presidente Costa e Silva: 1968
- Torneio Luiz Viana Filho: 1968
- Taça TAP: 1973
- Taça Disciplina: 1969, 1970

Vasco da Gama
- Taça Cidade de Cabo Frio: 1975

Flamengo
- Torneio Leonino Caiado de Futebol: 1975
- Torneio da Uva: 1975
- Taça José João Altafini Mazzola: 1975
- Torneio Elmo Serejo: 1976
- Torneio Cidade de Cuiabá: 1976

### Como treinador
America-RJ
- Taça Rio: 1982

Vasco da Gama
- Taça Rio: 1984

Joinville-SC
- Campeonato Catarinense: 1987

Coritiba
- Campeonato Paranaense: 1989

Botafogo-RJ
- Campeonato Carioca: 1990
- Torneio da Amizade de Veracruz: 1990